# Боязнь темноты (фильм, 2002)
Боязнь темноты (англ. Fear of the Dark) — канадский фильм ужасов 2002 года режиссёра К. С. Баскомба. Премьера фильма состоялась 26 сентября 2003 года.

## Сюжет
Ничем не выделяющийся среди своих сверстников мальчик Райан как и другие ходит в школу и имеет любимое увлечение — катание на скейтборде. Однако, в отличие от других детей своего возраста, он панически боится темноты и вся его комната обставлена различными излучающими свет устройствами, а засыпает он непременно при ярком включённом свете. Ввиду этого многие над Райаном смеются, но только мальчик действительно знает, что его страхи вовсе не беспочвенны и в его комнате действительно обитают странные существа, с которыми мальчик еженощно ведёт борьбу и уже выработал некие свои способы противостояния.
Но в один прекрасный день родители мальчика уходят на корпоративную вечеринку, оставляя дома помимо Райана его старшего брата Дейла. Но Дейлу нет никакого дела до младшего брата и его больше интересует своя электрогитара и подружка. Вскоре, благодаря деятельности бушующей на улице настоящей ливневой бури, в доме отключается свет и находящиеся в нём становятся потенциальными жертвами странных существ, прячущихся в темноте.

## В ролях
| Актёр               | Роль                               |
| ------------------- | ---------------------------------- |
| Джесси Джеймс       | Райан Биллингс                     |
| Кевин Зегерс        | Дейл Биллингс                      |
| Рэйчел Скарстен     | Хизер Фонтейн                      |
| Линда Перл          | мама Райана и Дейла Сэнди Биллингс |
| Чарльз Эдвин Пауэлл | папа Райана и Дейла Эрик Биллингс  |